# Tuguegarao
Tuguegarao é um cidade de  terceira classe de renda da cidade (d) na província Cagayan, nas Filipinas. De acordo com o censo de 1 de maio  de  2020 possui uma população de 166 334 pessoas e 37 896 domicílios.